# Eleccions a governador de Tòquio de 2016
Les eleccions a governador de Tòquio de 2016 es van celebrar el 31 de juliol de 2016 per tal de triar al nou governador de Tòquio, el qual substituiria a Yōichi Masuzoe.
L'exministra de defensa Yuriko Koike va guanyar les eleccions amb un ampli marge. La participació també s'incrementà a un 59% respecte al 46% de les anteriors.

## Antecedents
Les eleccions es van haver de convocar amb antelació només dos anys després de les darreres degut a la dimissió d'en Yōichi Masuzoe, governador fins llavors i anteriorment ministre de sanitat qui va ser triat com a candidat independent amb el suport del Partit Liberal Democràtic del Japó i el Kōmeitō, pressionat per les acusacions d'apropiació i balafiament de fons públics, però tot i que una investigació va determinar que Masuzoe havia actuat de manera inapropiada però no havia fet res il·legal, quest va dimitir. De la mateixa manera, Masuzoe havia estat elegit en unes eleccions anticipades convocades per la dimissió del seu antecessor, Naoki Inose qui també va estar acusat de corrupció i abandonà el càrrec al segon any del seu nomenament.
Masuzoe dimití el 15 de juny de 2016, el mati del mateix dia abans que a l'Assemblea Metropolitana de Tòquio es votara una moció de confiança al governador amb el suport de tots els grups polítics representats.

## Candidats[2][3]
| Candidat i partit polític                                    | Candidat i partit polític | Candidat i partit polític | Eslògan de campanya                                                  | Detalls |
| ------------------------------------------------------------ | ------------------------- | ------------------------- | -------------------------------------------------------------------- | --- |
| Shôgo Takahashi Independent                                  | Kurokawa                  |                           |                                                                      | Nou candidat. Antic treballador d'un centre de teleoperadors. 32 anys. |
| Yūjirō Taniyama Independent                                  | Yūjirō Taniyama           |                           |                                                                      | Nou candidat. Directiu d'empresa. 43 anys. |
| Makoto Sakurai Independent                                   | Makoto Sakurai            |                           |                                                                      | Nou candidat. Blogger. Fundador i antic lider de l'organització anti-immigració Zaitokukai. Lider del partit Japó Primer. 44 anys.                                                                             |
| Shuntarō Torigoe Independent                                 | Shuntarō Torigoe          |                           |                                                                      | Nou candidat. Periodista i activista polític. Es presentà amb el suport del Partit Democràtic, Partit Comunista del Japó, Partit Socialdemòcrata, Partit Liberal i Tokyo Seikatsusha Network. 76 anys.         |
| Hiroya Masuda Independent                                    | Hiroya Masuda             |                           | あたたかさと夢あふれる東京に (Cap a un Tòquio càlid i ple de somnis) | Nou candidat. Ex-ministre i ex-governador de la Prefectura d'Iwate. Es presentà amb el suport del Partit Liberaldemòcrata, el Kōmeitō i El Cor del Japó. 64 anys.                                              |
| Mac Akasaka Independent                                      | Mac Akasaka               |                           |                                                                      | Candidat perenne. Home de negocis i activista polític. S'ha presentat a diverses eleccions municipals i prefecturals del Japó.                                                                                 |
| Toshio Yamaguchi Partit de la Sobirania Popular (PSP)        | Kurokawa                  |                           |                                                                      | Nou candidat. Ex-ministre de treball. Militant del PLD, Nou Club Liberal i Partit de la nova Frontera, a més de fundar el seu propi partit, el Partit de la Sobirania Popular. 75 anys.                        |
| Masaaki Yamanaka Mirai Sōzō Keiei Jissen Tō                  | Kurokawa                  |                           |                                                                      | Nou candidat. Assessor fiscal. 52 anys. |
| Teruki Gotō Independent                                      | Kurokawa                  |                           |                                                                      | Nou candidat. Músic, conegut per la seua propaganda electoral on ix sense roba. Ja es va presentar a diverses eleccions al barri de Chiyoda. 33 anys.                                                          |
| Masatoshi Kishimoto Independent                              | Kurokawa                  |                           |                                                                      | Nou candidat. Odontòleg, cap d'una institució clínica. 63 anys. |
| Yuriko Koike Independent                                     | Yuriko Koike              |                           |                                                                      | Nova candidata. Ex ministra d'ambient i de defensa pel PLD. Tot i que en aquell moment encara militava al PLD, va presentar la seua candidatura. Poc després fundà el seu partit, Tomin First no Kai. 64 anys. |
| Takashi Uesugi Independent                                   | Takashi Uesugi            |                           | 東京を、必ず変える。 (Definitivament, canviare Tòquio)               | Nou candidat. Periodista freelance, treballà al New York Times. 48 anys. |
| Hiroko Nanami Partit de la Realització de la Felicitat (PRP) | Kurokawa                  |                           |                                                                      | Nova candidata. 32 anys. |
| Chōzō Nakagawa Independent                                   | Kurokawa                  |                           |                                                                      | Nou candidat. Ex-alcalde de Kasai, prefectura d'Hyogo. 60 anys. |
| Yasuhiro Sekiguchi Independent                               | Kurokawa                  |                           |                                                                      | Nou candidat. 64 anys. |
| Takashi Tachibana Partit per a protegir la gent de la NHK    | Takashi Tachibana         |                           |                                                                      | Nou candidat. Ex-regidor de la ciutat de Funabashi. 48 anys. |
| Masahiro Miyazaki Independent                                | Kurokawa                  |                           |                                                                      | Nou candidat. 61 anys. |
| Sadao Imao Independent                                       | Kurokawa                  |                           |                                                                      | Nou candidat. 76 anys. |
| Yoshihiko Mochizuki Independent                              | Kurokawa                  |                           |                                                                      | Nou candidat. 51 anys. |
| Naoko Takei Independent                                      | Kurokawa                  |                           |                                                                      | Nou candidat. 51 anys. |
| Hisao Naitō Independent                                      | Kurokawa                  |                           |                                                                      | Nou candidat. 59 anys. |

## Resultats[4]
| Partit | Candidat            | Vots      | %    |
| --- | ------------------- | --------- | ---- |
| Independent | Yuriko Koike        | 2.912.628 | 44,5 |
| Independent (Amb el suport del Partit Liberal Democràtic, Komeito y Nihon no Kokoro o Taisetsu ni Suru Tō.)                                      | Hiroya Masuda       | 1.793.453 | 27,3 |
| Independent (Amb el suport del Partit Democràtic, Partit Comunista del Japó, Partit Socialdemòcrata, Partit Liberal y Tokyo Seikatsusha Network) | Shuntarō Torigoe    | 1.346.103 | 20,6 |
| Independent | Takashi Uesugi      | 179.631   | 2,7  |
| Independent | Makoto Sakurai      | 114.171   | 1,7  |
| Independent | Mac Akasaka         | 51.056    | 0,8  |
| Partit de la Realització de la Felicitat | Hiroko Nanami       | 28.809    | 0,4  |
| Partit per a protegir la gent de la NHK | Takashi Tachibana   | 27.241    | 0,4  |
| Independent | Shōgo Takahashi     | 16.664    | 0,3  |
| Independent | Chōzō Nakagawa      | 16.584    | 0,3  |
| Partit de la Sobirania Popular (PSP) | Toshio Yamaguchi    | 15.986    | 0,2  |
| Independent | Masayoshi Kishimoto | 8.056     | 0,1  |
| Independent | Teruki Gotō         | 7.031     | 0,1  |
| Independent | Yūjirō Taniyama     | 6.759     | 0,1  |
| Independent | Naoko Takei         | 4.605     | 0,1  |
| Independent | Masahiro Miyazaki   | 4.010     | 0,1  |
| Independent | Yoshihiko Mochizuki | 3.332     | 0,1  |
| Mirai Sōzō Keiei Jissen Tō | Masaaki Yamanaka    | 3.116     | 0,0  |
| Independent | Sadao Imao          | 3.105     | 0,0  |
| Independent | Hisao Naitō         | 2.695     | 0,0  |
| Independent | Yasuhiro Sekiguchi  | 1.326     | 0,0  |
| Total (participació: 59,73 %) |                     |           |      |